# Heinrich Gelzer
Heinrich Gelzer (n. 1 iulie 1847, Berlin, Regatul Prusiei – d. 11 iulie 1906, Jena, Imperiul German) a fost un cercetător german al istoriei antice.
A fost fiul istoricului elvețian Johann Heinrich Gelzer (1813–1889). A devenit profesor de filologie clasică și istorie antică la Universitatea din Jena în 1878. El a scris o lucrare de referință despre Sextus Julius Africanus. A elaborat cronologia regelui Gyges al Lydiei, pe baza mărturiilor istorice cuneiforme, într-un articol din 1875. A publicat și studii despre mitologia armeană.

## Lucrări
- Sextus Julius Africanus und die byzantinische Chronographie (trei volume) – Sextus Julius Africanus și cronologia bizantină.
- Georgii Cyprii Descriptio orbis romani (1890).
- Index lectionum Ienae (1892).
- Leontios' von Neapolis Leben des heiligen Johannes des Barmherzigen, Erzbischofs von Alexandrien (1893) – Viața Sfântului Ioan cel Milostiv, arhiepiscopul Alexandriei, scrisă de Leontios din Neapolis.
- Geistliches und Weltliches aus dem türkisch-griechischen Orient (1900) – Spiritual și laic în Orientul turco-grec.
- Ungedruckte und ungenügend veröffentlichte Texte der Nottiae episcopatuum. Ein Beitrag zur byzantinischen Kirchen- und Verwaltungsgeschichte (1901) – Textele nepublicate și incomplete ale Notitiae Episcopatuum, o contribuție la istoria administrativă și bisericească bizantină.
- Vom heiligen Berge und aus Makedonien. Reisebilder aus den Athosklöstern und dem Insurrektionsgebiet (1904) – Din Munții Sacri și din Macedonia; Imagini de călătorie de la mănăstirile athonite etc.
- Scriptores sacri et profani... vol. 4. Des Stephanos von Taron armenische Geschichte (1907), traducere realizată în colaborare cu August Burckhardt.
- Byzantinische Kulturgeschichte (1909) – istorie culturală bizantină.
- Patrum nicaenorum nomina, împreună cu Heinrich Hilgenfeld și Otto Cuntz.
- Ausgewählte kleine Schriften – selecție de scrieri mai puțin importante.
- Der altfranzösische Yderroman (1913), în calitate de editor – Romanul în franceza veche al cavalerului Yder.

## Legături externe
- deAlexander Zäh:  Gelzer, Heinrich în Biografii din bibliografia lexiconului bisericesc (BBKL). Bd. 24, Nordhausen 2005, ISBN 3-88309-247-9, Sp. 681–685.